# Wierchdubie-Morozik
Wierchdubie-Morozik (lit. Dubas) – wieś na Litwie, w okręgu olickim, w rejonie orańskim.

## Historia
W latach 1921–1939 ówczesny zaścianek leżał w Polsce, w województwie białostockim, w powiecie grodzieńskim, w gminie Porzecze.
Według Powszechnego Spisu Ludności z 1921 roku zamieszkiwało tu 29 osób. Jednocześnie 8 mieszkańców zadeklarowało polską przynależność narodową a 21 inną. Były tu 4 budynki mieszkalne.
Miejscowość należała do parafii rzymskokatolickiej w Porzeczu. Podlegała pod Sąd Grodzki w Druskiennikach i Okręgowy w Grodnie; właściwy urząd pocztowy mieścił się w Porzeczu.
W wyniku napaści ZSRR na Polskę we wrześniu 1939 miejscowość znalazła się pod okupacją sowiecką. 2 listopada została włączona do Białoruskiej SRR. 4 grudnia 1939 włączona do nowo utworzonego obwodu białostockiego. Od czerwca 1941 roku pod okupacją niemiecką. 22 lipca 1941 r. włączona w skład okręgu białostockiego III Rzeszy.
Obecnie w strukturach administracyjnych Litwy.